# 1. корпус АРБиХ
Први корпус је био једна од седам јединица Армије Републике Босне и Херцеговине основаних 1992. године, у раном делу рата у Босанској Републици.

## Историја
Први корпус Армије Републике Босне и Херцеговине основан је искључиво за одбрану Сарајева и дела сарајевске регије. Године 1997–1998, 1., 3. и 7. корпус су укључени у 1. корпус Војске Федерације Босне и Херцеговине.

## Оперативна зона
Први корпус је био одговоран за зону Сарајева током рата са снагама босанских Срба и Хрвата, а његово седиште је било успостављено у Сарајеву . Први корпус је имао задатак да заштити зону Сарајево-Горажда од непријатеља.

## Команданти
- 1. командант — Мустафа Хајрулаховић Талијан
- 2. командант – Вахид Каравелић
- 3. командант – Неџад Ајнаџић
- Замјеник команданта: Исмет Дахић
- Заменик начелника Генералштаба: Исмет Алија (1992–1993)
- Заменик начелника кабинета: Есад Пелко (1993–1995)

## Организација 1992–1994
Од 1992. до 1994. године: Ове бригаде су касније преименоване у серији од 3 броја.
- 1. моторизована бригада
- 1. брдска бригада
- 2. моторизована бригада
- 2. брдска бригада
- 3. моторизована бригада
- 5. пешадијска бригада
- 9. брдска бригада
  - Командант: Незир Казић
- 9. моторизована бригада
  - Заменик команданта: Рамиз Делалић „Ћело“
- 10. брдска бригада
  - 1. командант: Мушан Топаловић
- 11. пешадијска бригада
- 12. пешадијска бригада
- 15. моторизована бригада
- 105. моторизована бригада
- Бригада ХВО „Краљ Твртко“
- Артиљеријска бригада

## Организација 1995
У јануару 1995. године, све оперативне групе корпуса трансформисане су у дивизије, а свака дивизија је садржала бројне бригаде, даље подељене на батаљоне, одреде и специјализоване јединице.
- 12. дивизија (Сарајево)
  - 101. брдска бригада, штаб Сарајево-Мојмило
  - 102. моторизована бригада, штаб Сарајево-Ступ
  - 105. моторизована бригада, штаб Сарајево-Кошево
  - 111. Витешка моторизована бригада, штаб Сарајево-брдо Жуч
  - 112. Витешка моторизована бригада, штаб Сарајево-Рајловац
  - 115. брдска бригада, штаб Сарајево-Бистрик
  - 124. лака бригада "Краљ Твртко", штаб Сарајево
  - 152. брдска бригада, штаб Васин Хан
  - 155. моторизована бригада, штаб Сарајево-Добриња
- 14. дивизија
  - 104. Витешка бригада, штаб Храсница
  - 109. брдска бригада, штаб Пазарић
  - 123. лака бригада, Билаловац
  - 131. лака бригада, штаб Фојница
  - 181. брдска бригада, штаб Пазарић
  - 182. Витешка лака бригада, штаб Пазарић
- 16. дивизија
  - 147. лака бригада, штаб Вареш
  - 161. Славна Оловска брдска бригада, штаб Олово
  - 162. брдска бригада, штаб Вареш
  - 164. брдска бригада, штаб Бреза
  - 165. брдска бригада, штаб Високо
  - 185. лака бригада, штаб Вареш